# Mibu no Tadami
Mibu no Tadami (Nhật: 壬生忠見 (Nhâm Sinh Trung Kiến) Hepburn: năm sinh năm mất không rõ) là một trong những nhà thơ waka quý tộc của Nhật Bản vào thời kỳ Heian. Ông làm một chức quan nhỏ, thường đi phó nhậm ở địa phương. Ông cũng có chân trong Ba mươi sáu ca tiên. Cha ông là Mibu no Tadamine cũng là một nhà thơ lỗi lạc.
Những bài thơ của ông nằm trong nhiều tập thơ nổi tiếng, tập thơ của cá nhân ông là Tadamishū (忠見集 (Trung Kiến Tập)) vẫn còn lưu truyền.

## Thơ Mibu no Tadami
Đây là bài thơ thứ 41 trong tập Ogura Hyakunin Isshu do Fujiwara no Teika biên tập:
| Nguyên văn:                                                  | Phiên âm:                                                                    | Dịch thơ: | Diễn ý: |
| ------------------------------------------------------------ | ---------------------------------------------------------------------------- | --- | --- |
| 恋すてふ わが名はまだき 立ちにけり 人知れずこそ 思ひそめしか | Koi suchō Wa ga na wa madaki Tachi ni keri Hito shirezu koso Omoi some shika | Chưa chi ai đã vội, Rêu rao tình của tôi. Dù âm thầm chôn giấu, Mình hiểu lòng mình thôi. (ngũ ngôn) Sao đem rao bán khắp nơi? Tình tôi tưởng để ngậm ngùi riêng tây! (lục bát) | Chuyện tôi đang yêu chưa gì đã lộ, Lan truyền cho mọi người mất rồi. Dầu tôi âm thầm chôn kín trong lòng, Để bên ngoài không ai hay biết.. |

### Xuất xứ
Shūi Wakashū ( Thập Di Tập), thơ luyến ái, phần 1, bài 621.

### Hoàn cảnh sáng tác
Đây là tác phẩm được trình bày trong cùng Hội bình thơ tại triều đình năm thứ 4 (天徳四年内裏歌合) vào khoảng năm Tenryaku (Thiên Lịch, 947-957) với chủ đề Shinobu Ko (Tình Thầm) và đã chịu nhường giải quán quân cho Taira no Kanemori, tác giả bài 40. Shasekishuu (Sa Thạch Tập), tập truyện răn đời dưới thời Kamakura còn cho biết rằng, trong cuộc thi ấy, Mibu no Tadami vì đối thơ thua Taira no Kanemori nên đã buồn ốm mà chết. Có tài liệu khác ghi rằng, giám khảo của Hội bình thơ năm ấy là Fujiwara no Saneyori không thể quyết định bài thơ của ông hay của Taira no Kanemori hay hơn, nên đã nhờ đến quyết định của Minamoto no Takaakira, nhưng cũng không thể quyết định được. Người quyết định cuối cùng là Thiên Hoàng Murakami đã ngâm bài thơ của Taira no Kanemori, ngầm quyết định bài thơ của Kanemori giành chiến thắng.

### Đề tài
Tình thầm kín của mình đã bị mọi người hay biết nên lòng bối rối.
Tác giả dùng kỹ thuật đảo nghịch khi trình bày sự thể trước rồi mới bày tỏ lòng mình sau. Từ tehu viết theo lối cổ có nghĩa là to iu (chuyện nói rằng) và đọc ngắn lại thành chô. Do đó, trong các tranh xưa của Nhật, tình yêu koi–chō được tượng trưng bằng hình ảnh con bướm (cũng là chō). Madaki có nghĩa là "chưa chi" để nhấn mạnh là tin đồn đại lan nhanh.. Ngắt câu ở cuối câu thứ hai.
Ông được các nhà phê bình tiếng tăm đời Edo như Kamo no Mabuchi (1697-1769) và Kagawa Kageki (1768-1843) đều khen Tadami trội hơn Kanemori. Trong khi Kanemori nặng về kỹ xảo và bộc bạch thì Tadami trung thực mà u ẩn, dễ gây xúc động hơn. Điều đó chắc cũng an ủi nhà thơ thua cuộc phần nào.

## Đường dẫn ngoài
- McMillan, Peter. Năm 2010 (Bản in đầu, Năm 2008). Một Trăm Nhà Thơ, Mỗi Vị Một Thơ. New York: Nhà xuất bản Đại Học Columbia. (tiếng Anh)
- Suzuki Hideo, Yamaguchi Shin'ichi, Yoda Yasushi. Năm 2009 (Bản in đầu, Năm 1997). Genshoku: Ogura Hyakunin Isshu. Tokyo: Bun'eidō. (tiếng Nhật)
- Một trăm bài thơ Nhật Bản cổ (Hyakunin-isshu), biên dịch bởi William N. Porter, 1909, tại trang sacred-texts.com (tiếng Anh)
- Ogura Hyakunin Isshu, biên dịch bởi chimviet.free.fr Lưu trữ ngày 22 tháng 12 năm 2016 tại Wayback Machine